# Гизи, Джорджо
Джорджо Гизи (итал. Giorgio Ghisi; 1520, Мантуя, Ломбардия — 15 декабря 1582, Мантуя) — итальянский чеканщик по металлу и ювелир, позднее ставший одним из самых выдающихся гравёров резцом на меди эпохи итальянского Возрождения и маньеризма. Работал также в Нидерландах, в Антверпене и во Франции.

## Биография
Джорджо был сыном Лодовико Гизи, коммерсанта, чья семья жила в Мантуе более двухсот лет. Его художественное образование не документировано, но считается, что он учился гравированию у Джованни Баттиста Скультори. Со временем Гизи стал представителем мантуанской школы художников, группировавшихся вокруг Джулио Романо, ученика Рафаэля, работавшего в Мантуе в 1524—1535 годах.
Гизи гравировал по картинам и рисункам Рафаэля, Микеланджело, Джулио Романо, Луки Пенни, Джованни Баттисты Скультори, Аньоло Бронзино и Джорджо Вазари. В период понтификата Павла III (1536—1549) Гизи посетил Рим, где четыре его гравюры были опубликованы Антонио Лафрери. Среди других его известных гравюр 1540-х годов — крупный оттиск с десяти отдельных пластин по фреске Микеланджело «Страшный суд» в Сикстинской капелле Ватикана.
В 1549 или в 1550 году Гизи отправился в Антверпен, где между 1550 и 1555 годами выполнил пять датированных гравюр для издателей Иеронима Кока и Волкена Дирикса, основателей издательского дома «На четырёх ветрах» (Aux quatre vents), крупнейшего печатного издательства в Северной Европе. Первая из этих гравюр, на двух пластинах, создана в 1550 году по фреске Рафаэля «Афинская школа» в Ватикане. За тем последовали гравюры по «Тайной вечери» Ламберта Ломбардa (1551), фреске Рафаэля «Диспута» (1552), «Рождеству» Аньоло Бронзино (1553) и по картине «Суд Париса» Джованни Баттисты Бертани (1555). В 1551 году Гизи присоединился к антверпенской гильдии Святого Луки в качестве мастера гравюры по меди. Многие гравюры Джорджо Гизи были опубликованы во Франции, поскольку в 1562 году Гизи посетил Париж.
В последние несколько лет своей жизни он работал хранителем драгоценностей и драгоценных металлов, а также смотрителем гардероба герцогской семьи Гонзага в Мантуе. В инвентарной книге, написанной рукой Гизи, есть записи, датированные периодом с 15 декабря 1577 года по 3 декабря 1582 года. В книгу включены несколько эскизов драгоценных ювелирных изделий, единственные известные рисунки Гизи такого рода.
Он умер 15 декабря 1582 года в возрасте шестидесяти двух лет. У него осталась жена, но детей не было.
Его брат Теодоро (1601-?), по прозванию «Теодоро Мантуанец» также был художником, и по крайней мере две гравюры Гизи основаны на его рисунках. Многие старые источники, неверно истолковывая отрывок из «Жизнеописаний» Джорджо Вазари, ошибочно идентифицируют Джованни Баттиста Скультори в качестве отца Теодоро, а детей Скультори, гравёров Адама и Диану, как его брата и сестру, давая всем троим фамилию «Гизи».

## Творчество

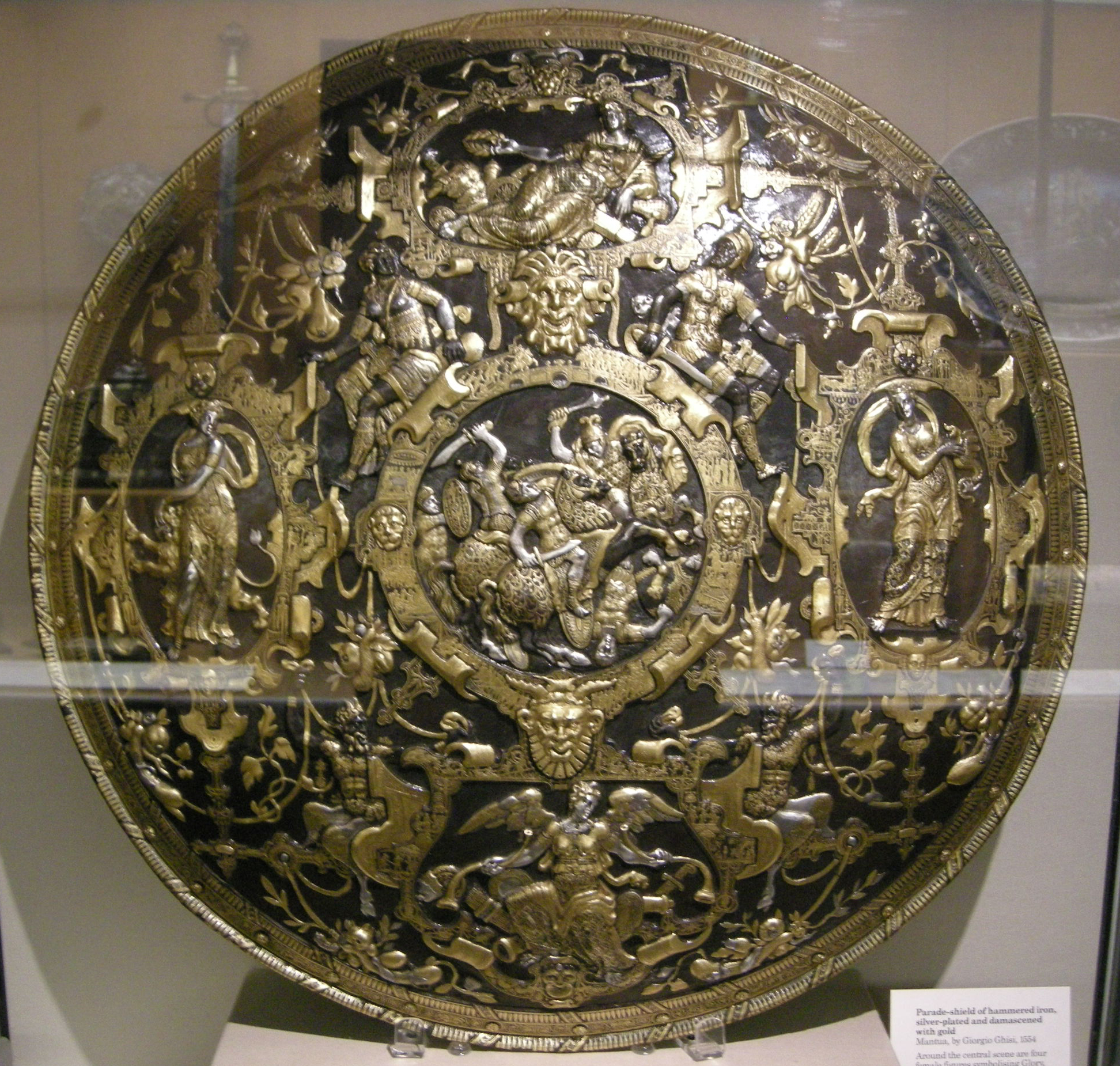
«Щит Гизи». 1554. Железо, золото, серебро. Британский музей, Лондон

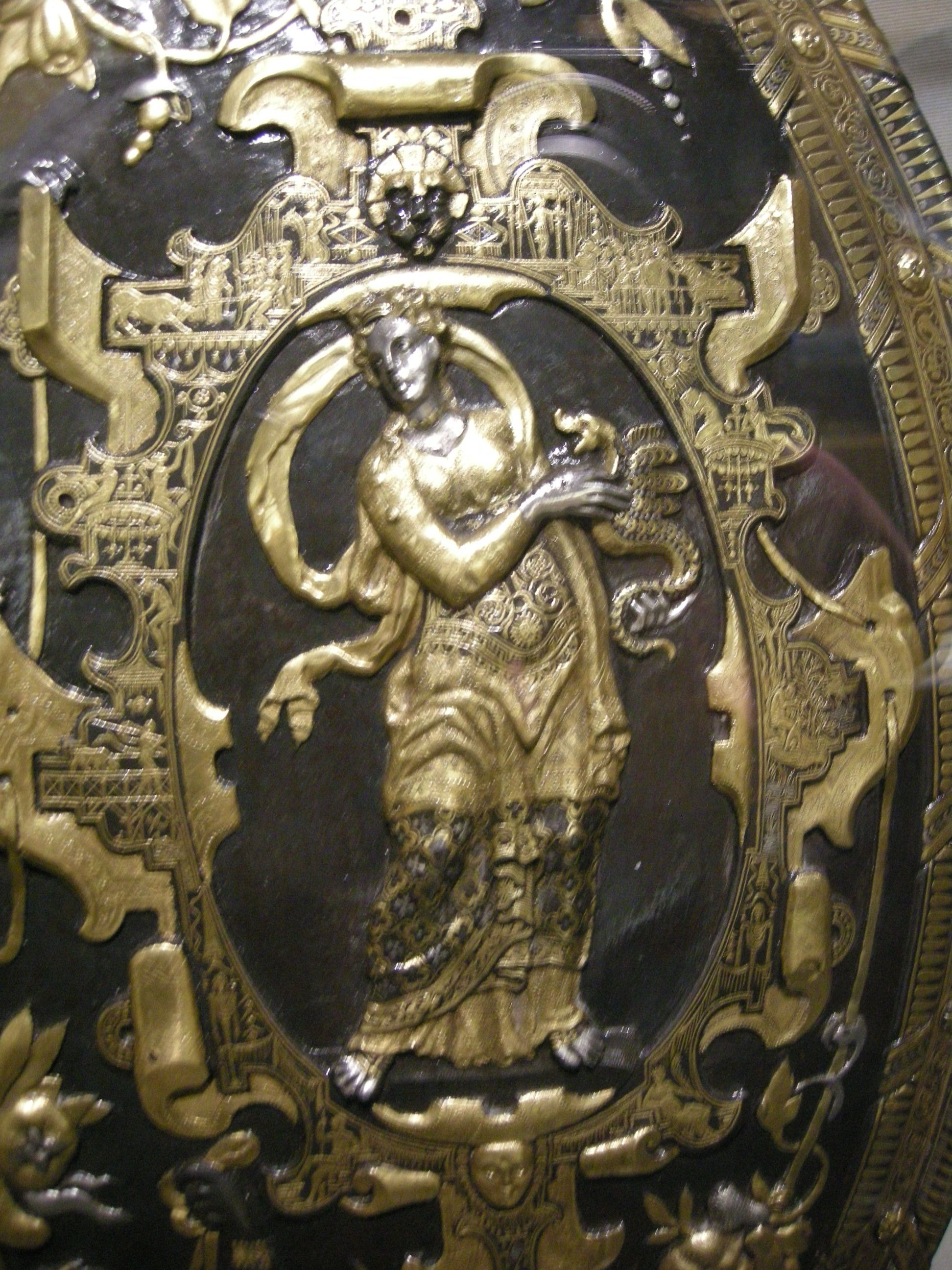
«Щит Гизи». Детали

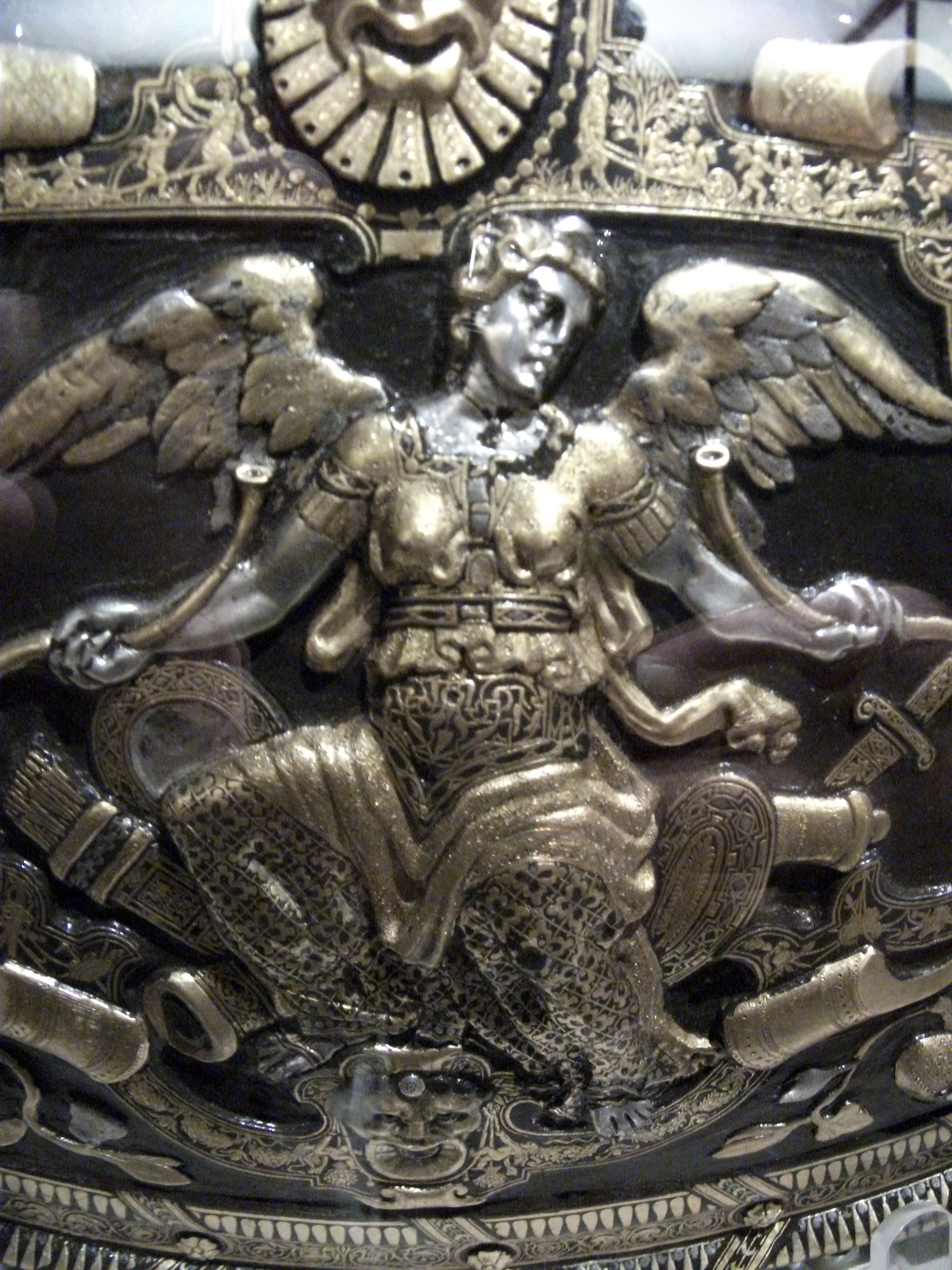

Гизи занимался не только гравюрой и ювелирным искусством, но и чеканкой дорогого холодного оружия. К зрелому периоду творчества Гизи относится так называемый «Щит Гизи» (Ghisi Shield), подписанный и датированный 1554 годом, и повреждённая рукоять меча, датированная 1570 годом, хранящаяся в Венгерском национальном музее в Будапеште. Щит, который ныне находится в Британском музее в Лондоне, сделан из железа, рельефно отчеканен, покрыт дамасской позолотой и частично серебром. Он имеет замысловатый рельефный рисунок со сценой сражающегося всадника в центре, внутри рамы, вокруг которой расположены ещё четыре рамы с аллегорическими женскими фигурами, причём сами рамы включают мельчайшие сюжеты из «Илиады» Гомера и древней мифологии. Они также инкрустированы золотом.
Однако более всего Джорджо Гизи известен как мастер репродукционных гравюр, хотя он часто создавал фон таких гравюр с пейзажами собственного изобретения и добавлял роскошную листву. Причём в этих добавлениях очевиден его вкус орнаменталиста и чеканщика по металлу. Несмотря на то, что большую часть своих работ он делал за пределами Италии, оригиналы его гравюр почти всегда были работами итальянских художников. Десять гравюр созданы по произведениям Джулио Романо, а тринадцать — по рисункам двух итальянцев, работавших во Франции: Франческо Приматиччо и Луки Пенни. Знаток истории гравюры М. И. Флекель писал о манере и технике этого художника:

Его графический стиль: мощный, почти растворяющий формы в пятнах светотени, но в то же время абсолютно точный и даже несколько жёсткий в передаче мельчайших деталей изображения. Так же как Скультори, Гизи исходил из стиля позднего Маркантонио, усиливая при этом контуры… широко применяя точечную фактуру и достигая благодаря этому более тонкой и пышной моделировки. Созданные им листы излучают серебристое сияние, фигуры в них монументальны и пластичны, что удивительным образом сочетается с орнаментальной проработкой многочисленных деталей гравюры, выдержанной в традициях ювелиров-серебряников

## Гравюры резцом на меди

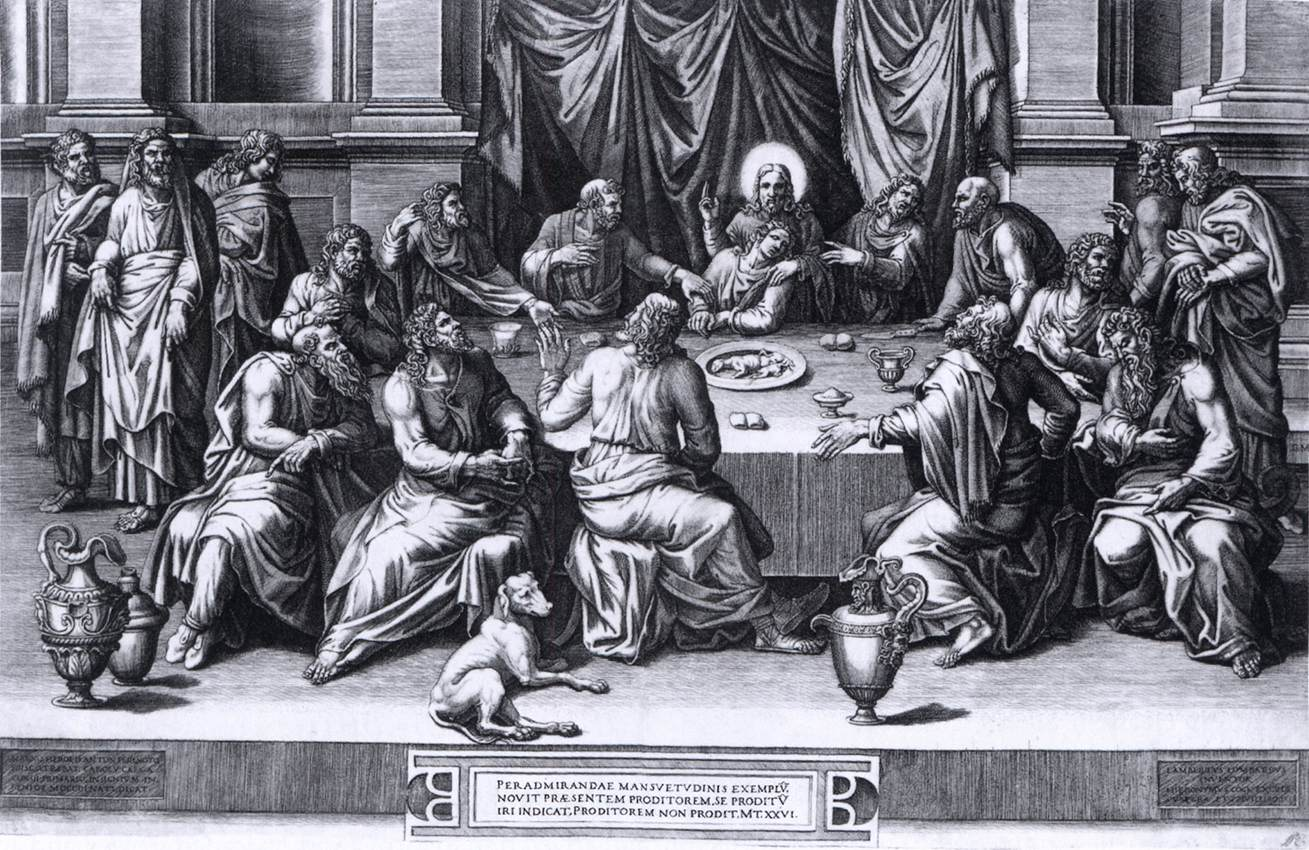
Тайная вечеря. По оригиналу Л. Ломбардa. 1551
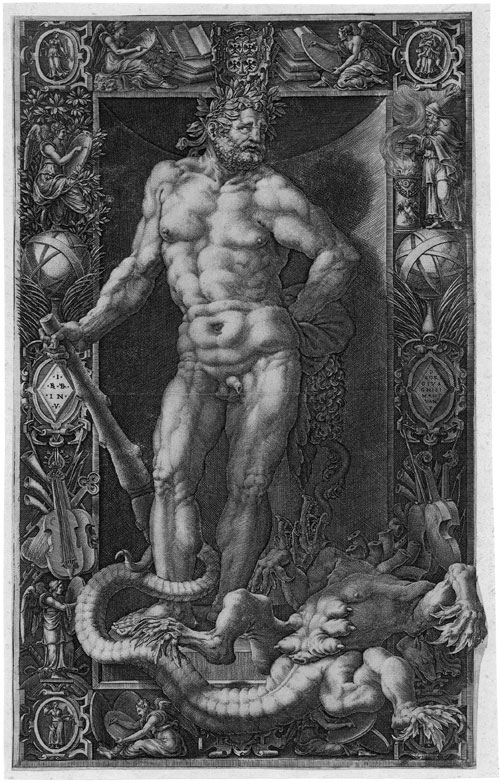
Геркулес — победитель Лернейской гидры. По оригиналу Дж. Б. Бертано. Ок. 1558
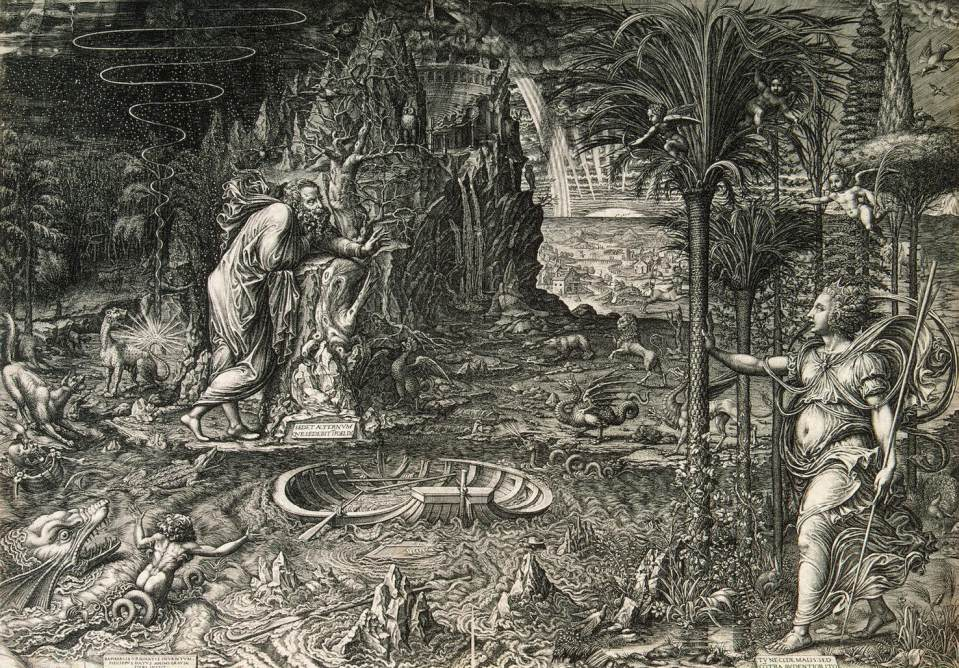
Аллегория жизни (Сон Рафаэля). По рисунку Рафаэля Санти. 1561
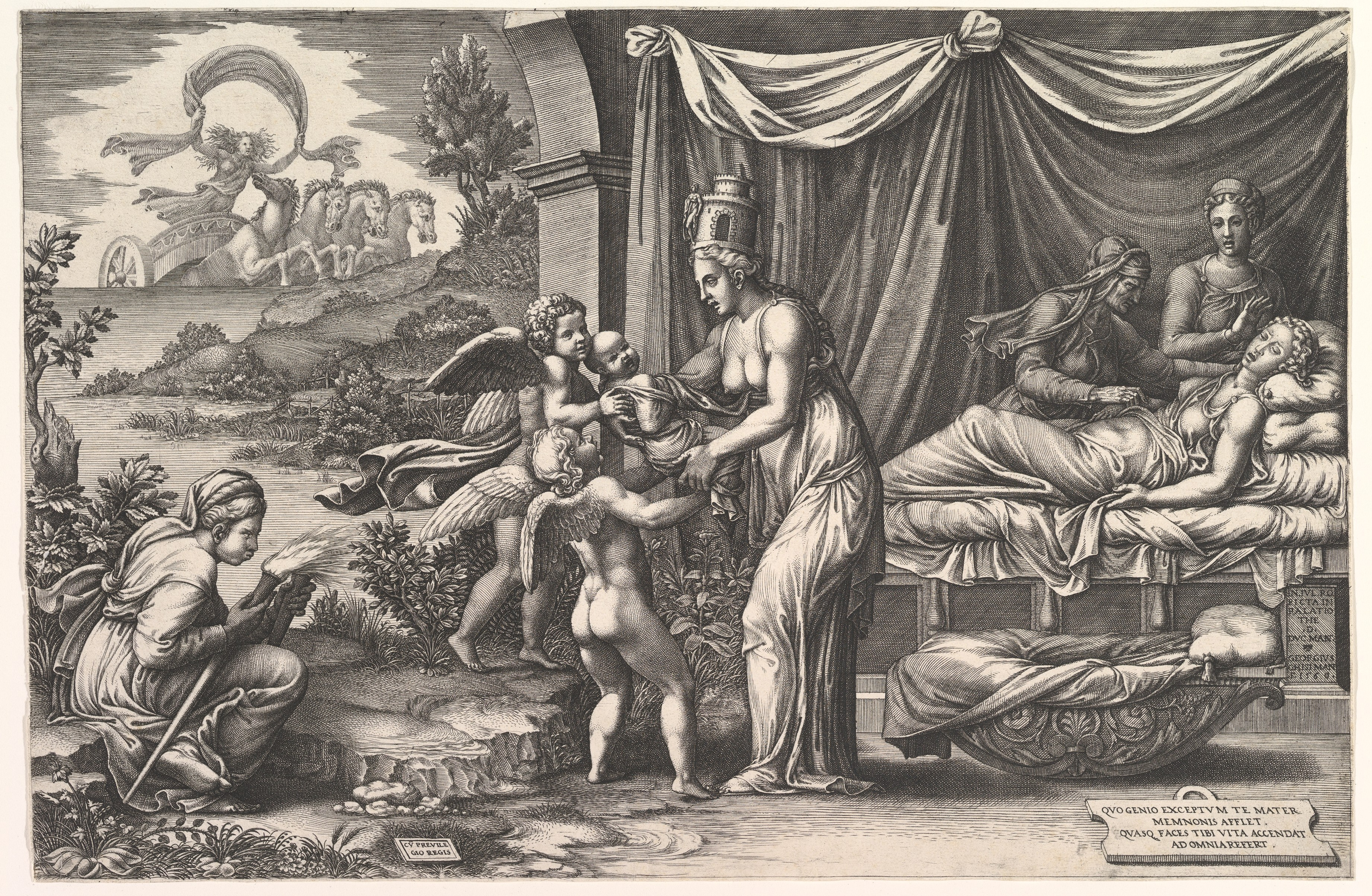
Aллегория рождения. По рисунку Дж. Романо. 1558
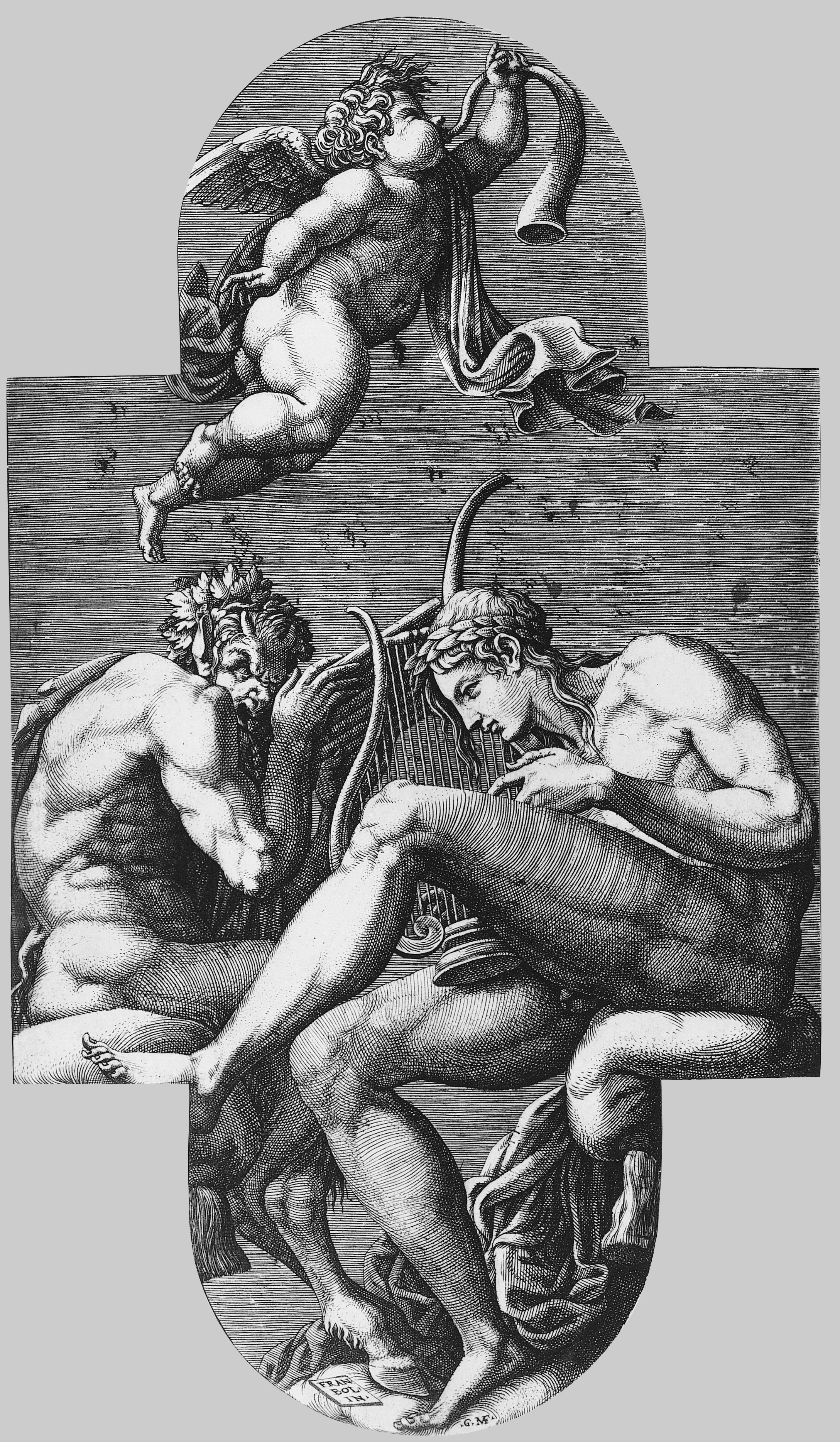
Aполлон, Пан и путто. По рисунку Ф. Приматиччо для галереи Улисса в замке Фонтенбло. 1560-е
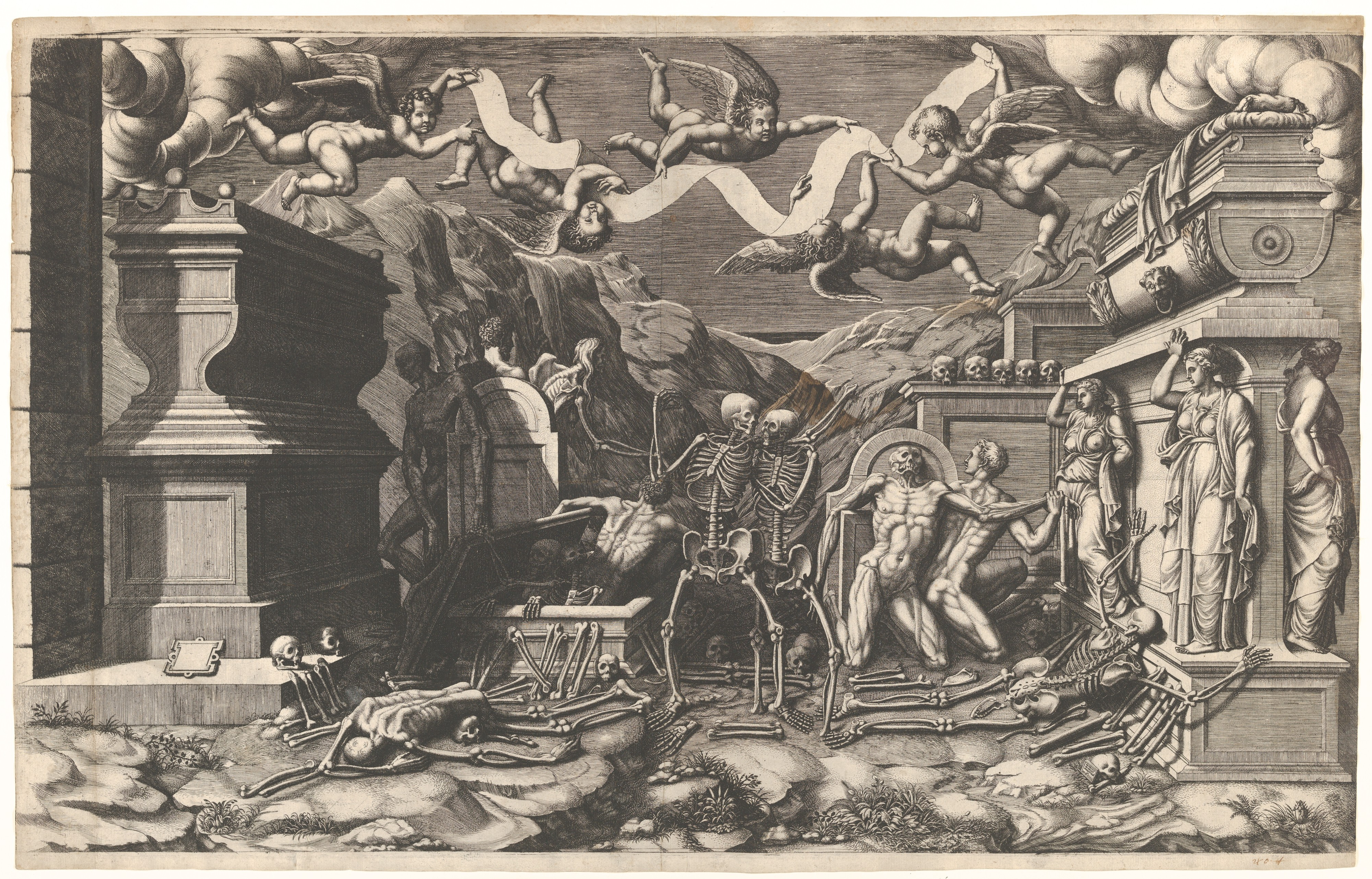
Видение Иезекииля. По оригиналу Дж. Б. Бертано. 1554